# John Freind
John Freind (1675-26 de julio de 1728), FRS, fue un médico inglés.

## Vida
Era el hermano menor de Robert Freind (1667-1751), director de la Westminster School, nació en Croughton, Northamptonshire. Estaba con Richard Busby en la escuela de Westminster , y estudió en Christ Church, Oxford bajo Henry Aldrich.

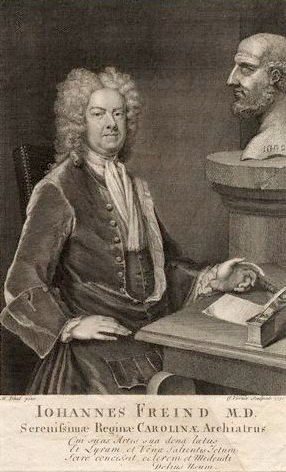
John Freind, 1730 grabado por George Vertue, después de Michael Dahl.

Después de esto, comenzó el estudio de la medicina, y haber demostrado sus logros científicos en varios tratados fue nombrado profesor de química en Oxford en 1704. Al año siguiente acompañó al Ejército Británico, bajo Charles Mordaunt, tercer conde de Peterborough, en España. Poco después de su regreso en 1713 de Flandes, a donde él había acompañado a las tropas británicas, se instaló en Londres, donde pronto obtuvo una reputación como médico.
En 1716 se convirtió en miembro del Royal College of Physicians, pronunció las Conferencias Goulstonian en 1717, fue elegido uno de los censores en 1718 y orador Harveian en 1720. En 1722 ingresó en la Cámara de los Comunes como miembro del Parlamento (MP) por Launceston en Cornualles; pero, al ser sospechoso de favorecer la causa de los Estuardo en el exilio, pasó la mitad de ese año en la Torre. En 1726 fue nombrado médico de la reina Carolina, un cargo que desempeñó hasta su muerte.
Había comprado la casa solariega de Hitcham en Berkshire y fue enterrado allí.

## Obras
- Siendo muy joven, produce con Peter Foulkes una edición de los discursos de Esquines y Demóstenes sobre el asunto de Ctesifonte . A su regreso a casa en 1707, escribió un relato de la expedición a España, que alcanzó gran popularidad. En 1709 publicó su Prelectiones chimicae, que dedicó a Sir Isaac Newton.

- Durante su encarcelamiento concibió su obra más importante, The History of Physic, de las cuales la primera parte apareció en 1725, y la segunda en el año siguiente. Se incluye en este volumen un documento elaborado por el Dr. Henry Levett , también escrito en latín, abordando el tratamiento de la viruela.

- Una edición completa de sus obras latinas, con una traducción latina de la Historia de la Física , editado por John Wigan, fue publicada en Londres en 1732.